# Вељки Липњик
Вељки Липњик (слч. Veľký Lipník) насељено је мјесто са административним статусом сеоске општине (слч. obec) у округу Стара Љубовња, у Прешовском крају, Словачка Република.

## Становништво
| Година:    | 1994. | 2004.   | 2014.   | 2024.   |
| ---------- | ----- | ------- | ------- | ------- |
| Број људи: | 980   | 1010    | 977     | 895     |
| Разлика:   |       | +3,06 % | -3,26 % | -8,39 % |

| Година:    | 2023. | 2024.   |
| ---------- | ----- | ------- |
| Број људи: | 901   | 895     |
| Разлика:   |       | -0,66 % |

Према подацима о броју становника из 2024. године насеље је имало 895 становника.